# Ћерим Ћерими
Ћерим Ћерими (алб. Qerim Qerimi; Приштина, 10. децембар 1980) албански је универзитетски професор са Косова и Метохије. Редовни је професор Правног факултета и актуелни ректор Универзитета у Приштини.

## Биографија
Рођен је 10. децембра 1980. године у Приштини. На Правном факултету Универзитета у Приштини предаје политику и међународно право.